# راتانپور (چاتیسگار)
راتانپور (به انگلیسی: Ratanpur) یک منطقهٔ مسکونی در هند است که در بیلاس‌پور واقع شده‌است. راتانپور ۱۹٬۸۳۸ نفر جمعیت دارد و ۳۰۶ متر بالاتر از سطح دریا واقع شده‌است.